# Schmallenberg

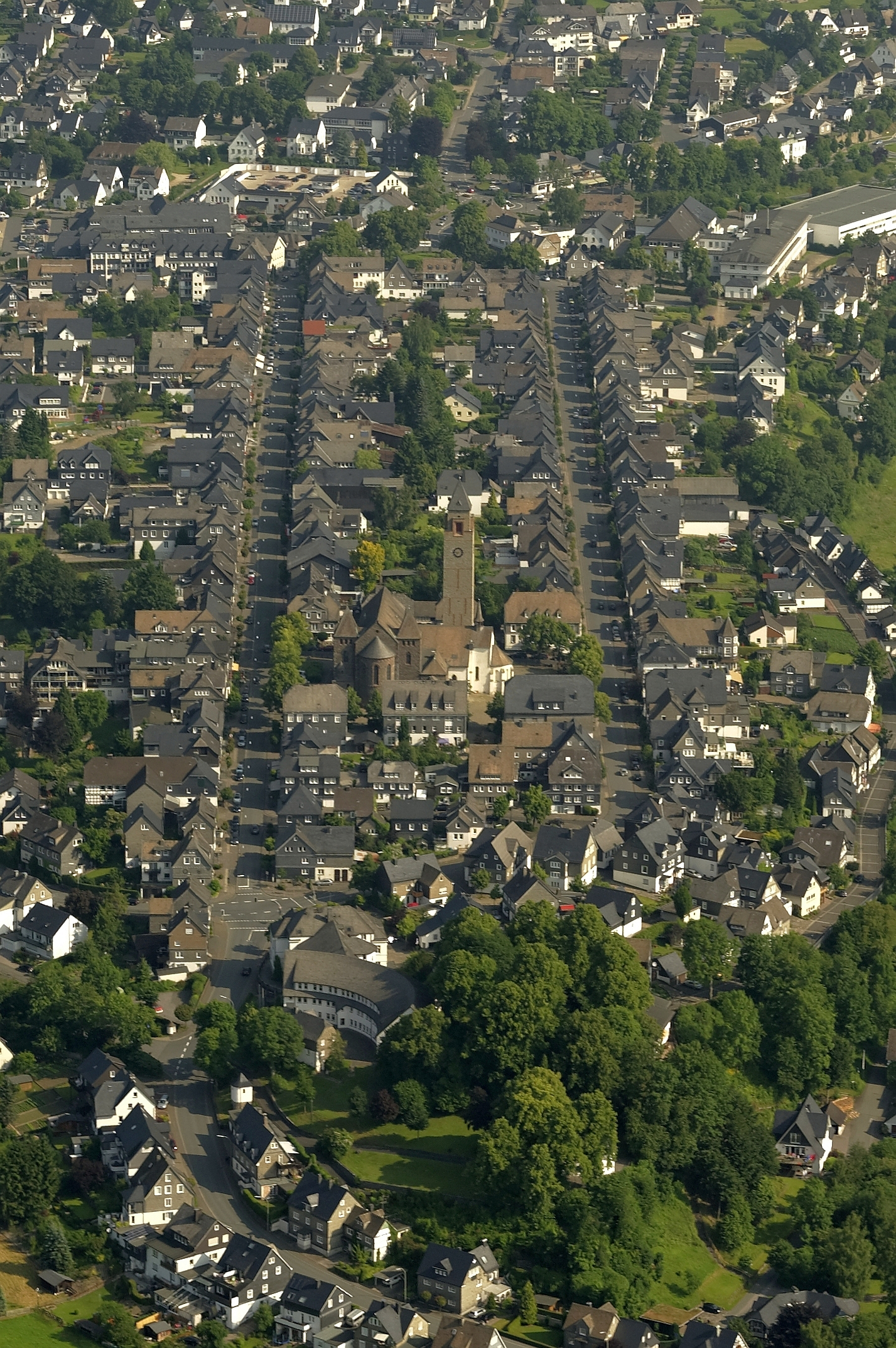
Schmallenberg City

Schmallenberg (in basso tedesco Smalmereg) è una città tedesca di 24 704 abitanti situata al centro dell'Europa, nel Land della Renania Settentrionale-Vestfalia.
In alcuni allevamenti della città è stato identificato per la prima volta un virus denominato Schmallenberg virus.